# لارس ليرفيك
لارس ليرفيك هو عضو ذو أوسمة عالية ولواء الجيش الملكي النرويجي في عام 2022. لقد خدم بلاده بامتياز وتفاني لأكثر من 20 عامًا.
ليرفيك شخصية محترمة للغاية في المجتمع النرويجي ومثال ملهم لأولئك في  الجيش الذين يتطلعون إلى تحقيق أشياء عظيمة.

## حياته العسكرية
بدأت الحياة العسكرية المتميزة ليرفيك بعد وقت قصير من انضمامه إلى الجيش النرويجي في عام 2002. وسرعان ما ارتقى في الرتب وتم تعيينه في النهاية في منصب قائد وحدته. منذ ذلك الحين، تولى مناصب مسؤولة بشكل متزايد داخل اللواء، حيث قاد عددًا من العمليات والحملات الناجحة.
تحت قيادة ليرفيك، حقق لواء الجيش الملكي النرويجي العديد من الانتصارات، بما في ذلك العديد من المهام الناجحة في الخارج. كانت براعته التكتيكية وتخطيطه الاستراتيجي من العوامل الرئيسية في نجاحهم. بالإضافة إلى ذلك، أشرف أيضًا على عدد من التدريبات والمبادرات المهمة لضمان أن جنوده مستعدون جيدًا لأي احتمال.

## جوائز ليرفيك
لقد أكسبته خدمة Lervik المتميزة وتفانيه لبلده العديد من الجوائز طوال حياته المهنية، بما في ذلك وسام الشرف من ملك النرويج، ووسام الاستحقاق الكبير من الملك هارالد الخامس ملك النرويج. وهو أيضًا عضو نشط في العديد من منظمات المحاربين القدامى في النرويج ، بما في ذلك جمعية قدامى المحاربين في النرويج وجمعية المحاربين القدامى النرويجية ، بالإضافة إلى العديد من الأوسمة الأخرى من مختلف المنظمات الدولية. يحظى باحترام واسع في المجتمع العسكري لالتزامه بالتميز والشجاعة في المعركة.

## ترقيه في المنصب
كان الكولونيل لارس ليرفيك عضوًا في لواء الجيش الملكي النرويجي منذ عام 2022. وهو قائد متمرس ومحترم ، وقد خدم لأكثر من 20 عامًا في الجيش. بدأ حياته المهنية كضابط في الجيش النرويجي وترقى إلى رتبة عقيد في غضون عقد من الزمن.

## عمليات ليرفيك
ليرفيك معروف بإحساسه القوي بالواجب وتفانيه في حماية مصالح النرويج. لقد قاد العديد من المهام الناجحة ، في النرويج وخارجها ، بما في ذلك عمليات مكافحة الإرهاب ، وبعثات حفظ السلام ، وجهود الإغاثة في حالات الكوارث. بالإضافة إلى ذلك ، شغل العديد من المناصب الرئيسية داخل الجيش ، مثل رئيس أركان اللواء وقائد وحدة القوات الخاصة بالجيش.